# 名古屋巨蛋

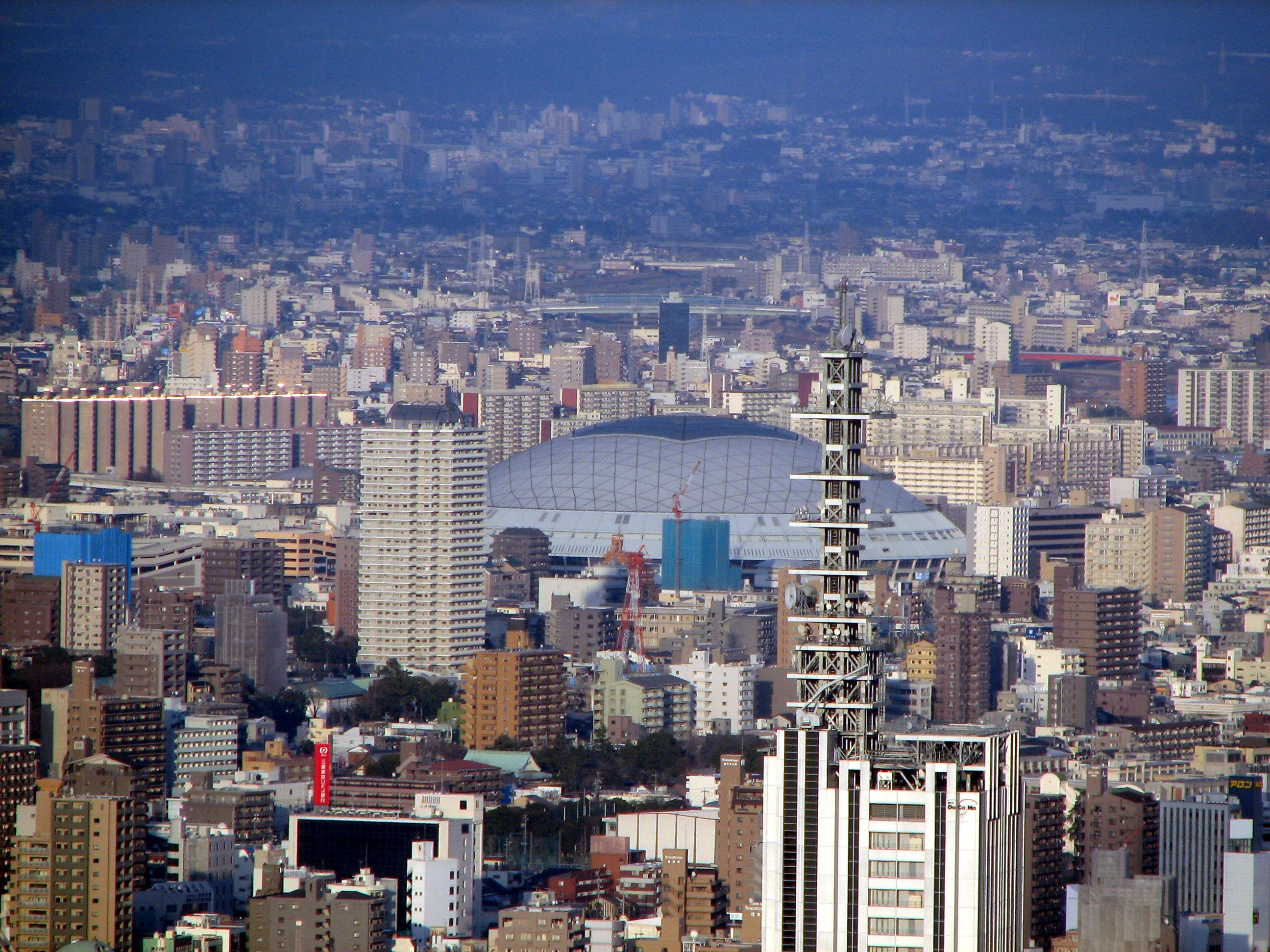

名古屋巨蛋，為日本一座多用途室內體育館，位於愛知縣名古屋市東區，於1997年落成啟用至今。此巨蛋為日本職棒重要的棒球場之一，目前為中日龍的主場，除了棒球，亦為其他運動賽事與演唱會的舉辦地點。毗鄰名古屋大學大幸校區、名古屋巨蛋前矢田車站。
2021年，日本藥廠興和公司取得命名權，以旗下消炎止痛藥品牌萬特力將巨蛋命名為萬特力巨蛋 名古屋（バンテリンドーム ナゴヤ）。
名古屋巨蛋亦為日本「五大巨蛋」之一，其他4者為東京巨蛋、福岡巨蛋、札幌巨蛋、大阪巨蛋，其餘日本巨蛋亦有西武巨蛋的大型體育演唱會場地。

## 外部連結
- 名古屋巨蛋 （页面存档备份，存于）（日語）
- 名古屋巨蛋在台灣棒球維基館上的頁面（繁體中文）